# Dođi, pogodi, osvoji
Dođi, pogodi, osvoji je hrvatska game show emisija temeljena na američkoj emisiji The Price Is Right. Emisija se prikazuje na RTL-u od 11. listopada 2021. godine, a njezini voditelji su Antonija Blaće i Marin Ivanović – Stoka.
Emisija trenutno broji 220 epizoda kroz tri sezone, a prijave za četvrtu sezonu koja će se prikazivati 2025. godine bile su otvorene u listopadu 2023. godine.
To je najdugovječniji game show u povijesti televizije. Prvi put na program jedne hrvatske televizije stigao je u godini u kojoj je u SAD-u proslavio okruglu 50. sezonu.
Kviz se prikazivao u više od 40 zemalja svijeta. Antonija Blaće je prva voditeljica ovog formata u povijesti; u svim su svjetskim inačicama dosad su glavni voditelji bili muškarci.

## Format
Na početku svakog kruga, četvero natjecatelja iz publike u studiju pogađa cijenu jednog proizvoda, a onaj natjecatelj koji je bio najbliže točnoj cijeni prolazi dalje te nastavlja igrati razne igre pogađanja cijena proizvoda kako bi osvojio glavne nagrade. Natjecatelji mogu konzultirati publiku u studiju pri pogađanju cijena. 

## Pregled emisije
Emisija se prikazuje od ponedjeljka do petka u 18:00 sati na RTL-u.
| Sezona | Sezona | Epizode             | Premijera sezone    | Kraj sezone         |
| ------ | ------ | ------------------- | ------------------- | ------------------- |
|        | 1.     | 60                  | 11. listopada 2021. | 31. prosinca 2021.  |
|        | 2.     | 80                  | 7. ožujka 2022.     | 24. lipnja 2022.    |
|        | 3.     | 80                  | 30. siječnja 2023.  | 19. svibnja 2023.   |
|        | 4.     | Još nije najavljeno | 17. ožujka 2025.    | Još nije najavljeno |

## Vanjske poveznice
- Službena stranica
- Dođi, pogodi, osvoji na Facebooku